# 라우다 항공
라우다 항공(영어: Lauda Air)은 오스트리아의 항공사로 총 56개 노선을 취항하고 있다. 본사는 오스트리아 슈페하트에 위치해 있으며 1979년에 설립했다. 또한 사용하고 있는 허브 공항으로 빈 국제공항이 있다.
1992년 6월부터 동년 9월까지 잠시 서울 김포국제공항에 취항했다.

## 역사
라우다 항공은 니키 라우다에 의해 1979년 4월에 설립되었다. 1985년에 전세기 운항을 시작하고 1987년에 정기 노선을 개설하고 1989년에 방콕을 경유해 시드니와 멜버]으로 향하는 장거리 노선의 운항을 시작했다. 이렇게 라우다 항공의 경영은 성공했다. 그러나 1991년에 기체의 설계 결함으로 인해 태국에서 보잉 767 항공기가 추락하는 대참사가 일어났지만 이후 회복했다. 하지만 경영난에 빠지면서 경영권이 오스트리아 항공에 양도했다. 이후 2005년에 정기 노선은 오스트리아 항공에 합병해 보잉 777를 비롯해 다수의 비행기가 오스트리아 항공에 이관 되었고 현재는 에어버스 A320 기종으로 전세기를 운항했으나 2012년 7월에 여름 운항 스캐쥴이 나옴과 동시에 오스트리아 항공에 합병이 발면되면서 2013년 3월에 합병되었다. 이후 오스트리아 마이 할리데이(영어: Austrian myHoliday)에 의해 대체되었다.

## 운항 노선
- 2013년 3월 도산까지 라우다 항공은 다음과 같은 노선을 운항하였다.

## 보유 기종
- 2012년 4월 기준으로 라우다 항공은 다음과 같은 기종을 보유하고 있다.[5]

## 사건 및 사고
- 라우다 항공 004편 추락 사고

## 사진

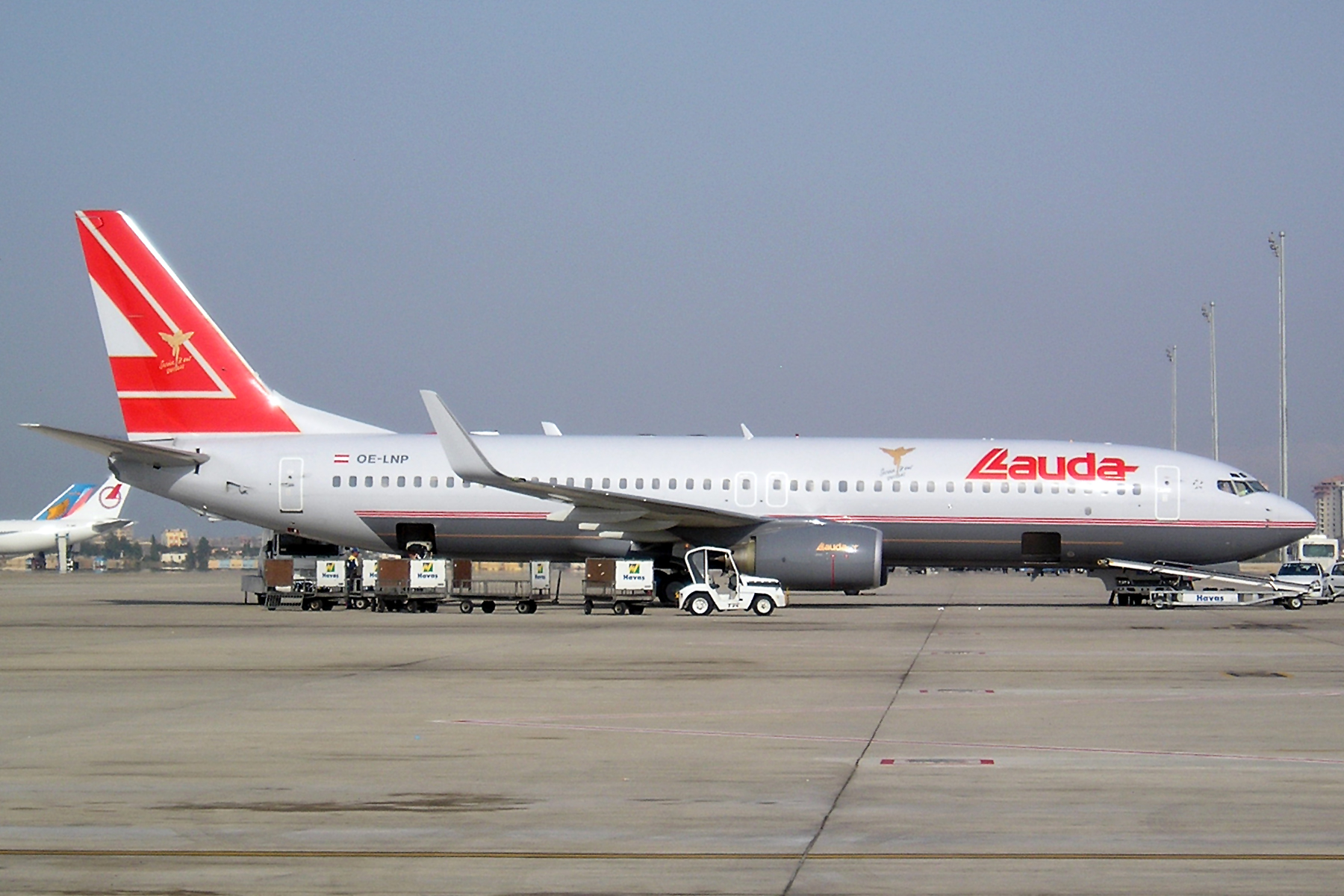
라우다 항공의 보잉 737-800
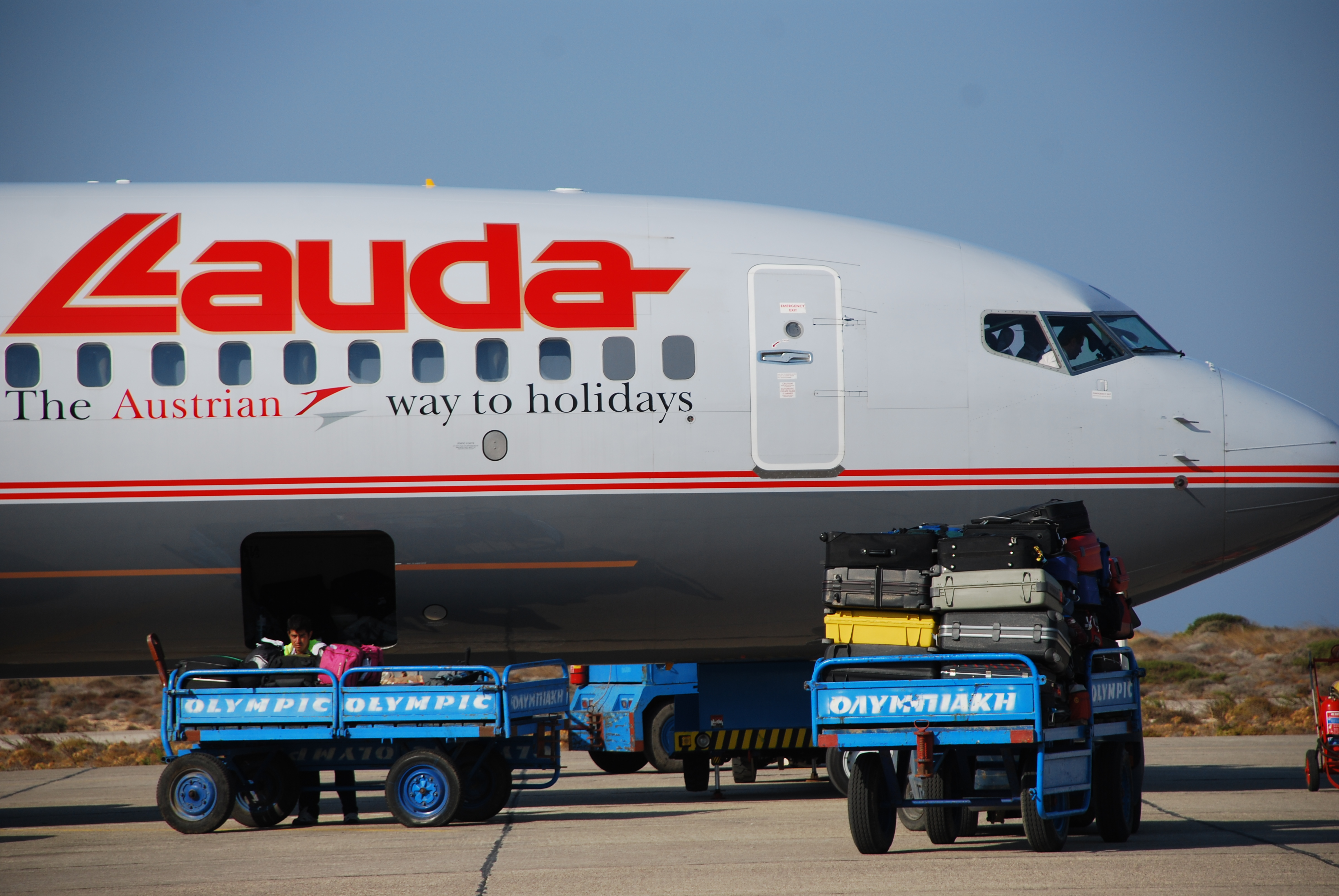
라우다 항공의 보잉 737-800
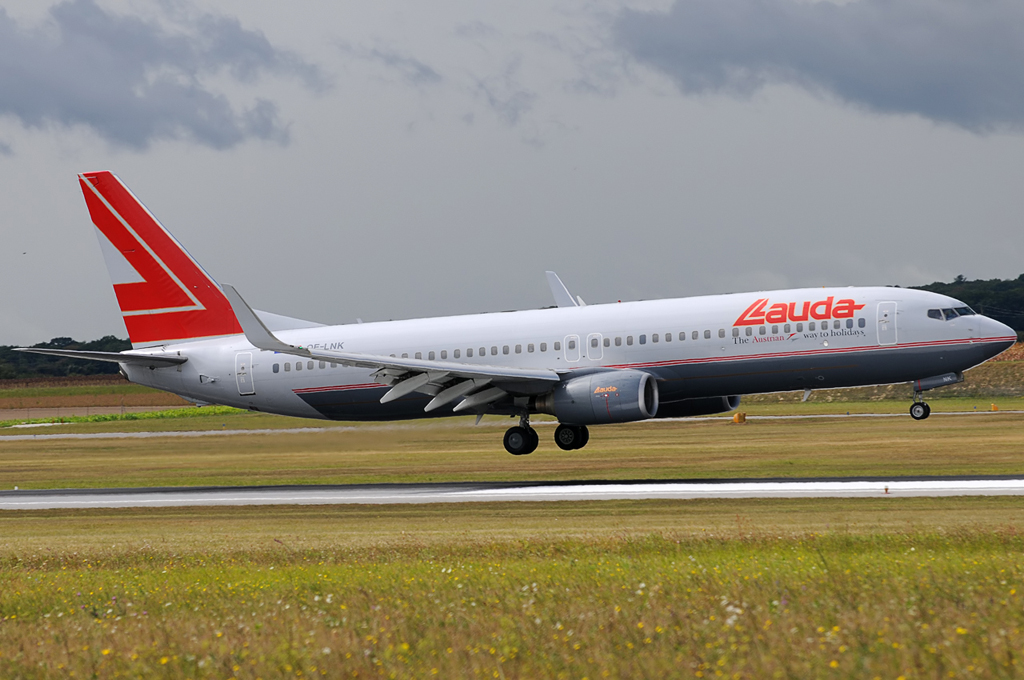
라우다 항공의 보잉 737-800